# Caretas de Acupe
A Careta de Acupe é uma manifestação cultural que ocorre em Acupe distrito de Santo Amaro, na Bahia. São produzidas artesanalmente, com papel machê, e têm função de assustar.

## Histórico
A manifestação passada pelos mais velhos conta que os portugueses trouxeram para a região, máscaras para os seus convidados utilizarem em festas carnavalescas. Os negros escravizados então tiveram a ideia de construir as suas próprias para a celebração. Os senhores de engenho gostaram tanto que eles permitiram que os negros participassem nos anos seguintes. Com o passar do tempo, o movimento cresceu e contou com a participação de escravos fugitivos de outros engenhos. Dessa forma, se deu vida ao movimento cultural dos “Caretas de Acupe”.
Hoje eles se apresentam nas ruas de Acupe, sempre no mês de julho, retratando um episódio que ocorreu na independência da Bahia, onde os "guerreiros do Acupe", se camuflavam mascarados e perseguiam os soldados inimigos. As fantasias são feitas em papel machê e têm a função de assustar os espectadores. 